# Wang Guanyin
Wang Guanyin (chiń. 王冠寅; ur. 9 września 1986) – chiński gimnastyk, mistrz świata.
Największym sukcesem zawodnika jest złoty medal mistrzostw świata w Londynie w konkurencji ćwiczeń na poręczach.

## Osiągnięcia
| Rok  | Zawody             | Miasto | Miejsce | Konkurencja            | Punktacja |
| ---- | ------------------ | ------ | ------- | ---------------------- | --------- |
| 2009 | Mistrzostwa świata | Londyn | 1       | Ćwiczenia na poręczach | 15.950    |